# Mistrzostwa Świata w Kolarstwie Torowym 1999
96. Mistrzostwa Świata w Kolarstwie Torowym odbyły się w Berlinie w dniach 20–24 października 1999. W programie mistrzostw znalazły się cztery konkurencje dla kobiet: sprint, wyścig na dochodzenie wyścig punktowy oraz wyścig na 500 m i osiem konkurencji dla mężczyzn: sprint indywidualny, sprint drużynowy, wyścig na dochodzenie, wyścig punktowy, wyścig ze startu zatrzymanego, wyścig na 1 km, wyścig drużynowy na dochodzenie, madison i keirin. 

## Medaliści

### Kobiety
| Konkurencja                         | Data                 | Złoto             | Srebro          | Brąz            |
| ----------------------------------- | -------------------- | ----------------- | --------------- | --------------- |
| 500 m ze startu zatrzymanego        | 23 października 1999 | Félicia Ballanger | Jiang Cuihua    | Ulrike Weichelt |
| 3000 m indywidualnie na dochodzenie | 22 października 1999 | Marion Clignet    | Judith Arndt    | Rasa Mažeikytė  |
| sprint indywidualny                 | 22 października 1999 | Félicia Ballanger | Michelle Ferris | Tanya Dubnicoff |
| wyścig punktowy                     | 24 października 1999 | Marion Clignet    | Judith Arndt    | Sarah Ulmer     |

### Mężczyźni
| Konkurencja                  | Data                 | Złoto                                                              | Srebro                                                                      | Brąz                                                                        |
| ---------------------------- | -------------------- | ------------------------------------------------------------------ | --------------------------------------------------------------------------- | --------------------------------------------------------------------------- |
| wyścig punktowy              | 23 października 1999 | Bruno Risi                                                         | Wasyl Jakowlew                                                              | Cho Ho-sung                                                                 |
| sprint drużynowy             | 21 października 1999 | Francja · Laurent Gané · Florian Rousseau · Arnaud Tournant        | Wielka Brytania · Craig MacLean · Jason Queally · Chris Hoy                 | Niemcy · Sören Lausberg · Stefan Nimke · Eyk Pokorny                        |
| indywidualnie na dochodzenie | 20 października 1999 | Robert Bartko                                                      | Jens Lehmann                                                                | Mauro Trentini                                                              |
| keirin                       | 24 października 1999 | Jens Fiedler                                                       | Anthony Peden                                                               | Laurent Gané                                                                |
| 1 km ze startu zatrzymanego  | 20 października 1999 | Arnaud Tournant                                                    | Shane Kelly                                                                 | Stefan Nimke                                                                |
| drużynowo na dochodzenie     | 22 października 1999 | Niemcy · Daniel Becke · Guido Fulst · Robert Bartko · Jens Lehmann | Francja · Cyril Bos · Philippe Ermenault · Francis Moreau · Jérôme Neuville | Rosja · Eduard Gricun · Aleksiej Markow · Władysław Borysow · Denis Smysłow |
| madison                      | 24 października 1999 | Hiszpania · Isaac Gálvez · Joan Llaneras                           | Dania · Jimmi Madsen · Jakob Storm Piil                                     | Niemcy · Andreas Kappes · Olaf Pollack                                      |
| sprint indywidualny          | 23 października 1999 | Laurent Gané                                                       | Jens Fiedler                                                                | Florian Rousseau                                                            |

## Klasyfikacja medalowa
| Miejsce | Państwo          |   |   |   | Razem |
| ------- | ---------------- | - | - | - | ----- |
| 1.      | Francja          | 7 | 1 | 3 | 10    |
| 2.      | Niemcy           | 3 | 4 | 4 | 11    |
| 3.      | Hiszpania        | 1 | 0 | 0 | 1     |
|         | Szwajcaria       | 1 | 0 | 0 | 1     |
| 5.      | Australia        | 0 | 2 | 0 | 2     |
| 6.      | Nowa Zelandia    | 0 | 1 | 1 | 2     |
| 7.      | Chiny            | 0 | 1 | 0 | 1     |
|         | Dania            | 0 | 1 | 0 | 1     |
|         | Ukraina          | 0 | 1 | 0 | 1     |
|         | Wielka Brytania  | 0 | 1 | 0 | 1     |
| 11.     | Litwa            | 0 | 0 | 1 | 1     |
|         | Kanada           | 0 | 0 | 1 | 1     |
|         | Korea Południowa | 0 | 0 | 1 | 1     |
|         | Rosja            | 0 | 0 | 1 | 1     |
|         | Włochy           | 0 | 0 | 1 | 1     |